# Tentative d'assassinat d'Abdel Fattah al-Burhan
La tentative d'assassinat d'Abdel Fattah al-Burhan, dirigeant de facto du Soudan, président de son Conseil de souveraineté de transition et chef des Forces armées soudanaises (FAS), survient le 30 juillet 2024 à Jubayt (en), dans l'État de la Mer-Rouge, dans l'est du Soudan. L'attaque est commise à l'aide de drones, lors d'une cérémonie de remise de diplômes militaires.

## Contexte
Le 15 avril 2023, les Forces de soutien rapide (FSR) paramilitaires soudanaises lancent des attaques contre le gouvernement d'al-Burhan, déclenchant une guerre civile. Al-Burhan est bloqué au quartier général des FAS dans la capitale, Khartoum, jusqu'en août 2023, lorsqu'une opération des FAS lui permet d'évacuer vers Port-Soudan, où il est basé depuis lors,.

## Tentative d'assassinat
Abdel Fattah Al-Burhan assiste à une cérémonie dans une base militaire de Jubayt (en), dans l'État de la Mer-Rouge, lorsque deux drones frappent l'installation après la fin de la cérémonie, tuant cinq personnes et en blessant plusieurs autres,. Les morts comprennent deux des gardes du corps d'Al-Burhan et trois cadets militaires. Al-Burhan, qui est considéré comme la cible principale, survit et est évacué. Selon le porte-parole des FAS, Nabil Abdallah, il n'est pas blessé.
La tentative d'assassinat a lieu un jour après que le ministère soudanais des Affaires étrangères (en) annonce qu'il participera à des négociations avec les FSR en Suisse en août. Les FSR affirment être ouvertes à des négociations avec la junte mais pas avec des islamistes faisant partie de la fonction publique.
Après la tentative d'assassinat, Al-Burhan s'adresse au public lors de la cérémonie, déclarant qu'il exclut toute négociation avec les FSR et que « nous ne reculerons pas, nous ne nous rendrons pas et nous ne négocierons pas ».

## Responsabilité
Les Forces armées soudanaises (FAS) accusent les Forces de soutien rapide (FSR) d'être responsables de l'attaque, mais ces derniers nient toute responsabilité et accusent les islamistes (en),, en particulier la brigade El Baraa Ibn Malik, dans le cadre de luttes intestines entre les FAS et leurs alliés.